# Độc Tiểu Thanh ký
Độc Tiểu Thanh ký (Hán tự: 讀小青記, nghĩa: "đọc câu chuyện của Tiểu Thanh") là một bài thơ thất ngôn bát cú Đường luật của đại thi hào Nguyễn Du.

## Hoàn cảnh sáng tác
Tương truyền Phùng Tiểu Thanh là một cô gái Trung Quốc sống khoảng đầu thời Minh, nhiều ý kiến cho rằng nàng là người Dương Châu, con nhà gia thế, tên chữ là Phùng Huyền Huyền. Vốn thông minh nên từ nhỏ nàng đã thông hiểu các môn nghệ thuật cầm kì thi họa, lại có phong tư lộng lẫy hơn người. Năm 16 tuổi, nàng được gả làm vợ lẽ cho Phùng Sinh, một công tử nhà gia thế. Vợ cả tính hay ghen lại cay độc, bắt nàng ra sống riêng trên Cô Sơn, gần Tây Hồ. Vì đau buồn, nàng sinh bệnh rồi qua đời khi mới tròn mười tám xuân xanh. Những đau khổ muộn phiền được gửi gắm vào thơ nhưng phần lớn bị vợ cả đem đốt hết, may mắn còn một số bài sót lại. Người ta cho khắc in số thơ đó, đặt là Phần dư tập.
Thương xót, đồng cảm với số phận của người con gái tài tình mà bạc mệnh, Nguyễn Du viết ra bài thơ này. Những người phụ nữ có tài có sắc nhưng đường đời truân chuyên bất hạnh cũng là cảm hứng lớn trong sáng tác của Nguyễn Du.
Bài thơ được rút từ "Thanh Hiên thi tập" và viết trong một lần Nguyễn Du đi sứ Trung Quốc. Ông may mắn được đọc lại tác phẩm của Tiểu Thanh (có sách ghi là ông nghe kể lại). Đồng cảm với số phận bất hạnh của nàng, ông viết bài thơ này.

## Bài thơ
| Bản gốc (chữ Hán) 讀小青記 西湖花苑盡成墟 獨吊窗前一紙書 脂粉有神憐死後 文章無命累焚餘 古今恨事天難問 風韻奇冤我自居 不知三百餘年後 天下何人泣素如 | Phiên âm Độc Tiểu Thanh ký Tây hồ hoa uyển tẫn thành khư, Độc điếu song tiền nhất chỉ thư. Chi phấn hữu thần liên tử hậu, Văn chương vô mệnh lụy phần dư. Cổ kim hận sự thiên nan vấn, Phong vận kỳ oan ngã tự cư. Bất tri tam bách dư niên hậu, Thiên hạ hà nhân khấp Tố Như? | Dịch nghĩa Độc Tiểu Thanh ký Tây Hồ cảnh đẹp hóa gò hoang, Thổn thức bên song mảnh giấy tàn. Son phấn có thần chôn vẫn hận, Văn chương không mệnh đốt còn vương. Nỗi hờn kim cổ trời khôn hỏi, Cái án phong lưu khách tự mang. Chẳng biết ba trăm năm lẻ nữa, Người đời ai khóc Tố Như chăng? | Dịch thơ Độc Tiểu Thanh ký Tây Hồ hoa uyển đã tàn hương, Lệ đẫm "phần dư" xót kiếp hường. Một nhánh thơm vùi đen phận số, Mấy tờ thơ sót bạc văn chương. Chuốt oan kim cổ ôm bi hận, Vay món phong tao trả đoạn trường. Nỗi Tố Như này ai thấu tỏ, Nghìn sau đời biết lấy ai thương. Bản dịch: Cao Xuyên |